# Koloneia (thema)
Il Thema di Koloneia (in greco θέμα Κολωνείας?) è stata una provincia civile-militare (thema) dell'Impero bizantino ubicata nella Cappadocia settentrionale e nel Ponto meridionale, nell'odierna Turchia. Fu istituita intorno alla metà del IX secolo e sopravvisse fino alla conquista selgiuchide avvenuta immediatamente in seguito alla Battaglia di Manzikert nel 1071.

## Storia
In origine parte dell'Armeniakon, il tema si formò intorno alla città di Koloneia sulle rive del fiume Lykos (odierna Şebinkarahisar). Il thema è attestato per la prima volta nell'863, ma sembra che fosse esistito come distretto separato già in precedenza: Nicolas Oikonomides interpreta un riferimento del geografo arabo al-Masudi in modo tale da implicare che esso costituisse in un primo momento una kleisoura (un distretto di frontiera fortificato). Inoltre, una versione della Vita dei quarantadue martiri di Amorio menziona che l'Imperatore Teofilo (r. 829–842) assunse un certo spatharios Kallistos come doux intorno all'842, rendendola la data probabile dell'elevazione del distretto al rango di thema (insieme alla confinante Chaldia).
L'ubicazione remota di Koloneia la preservò dalle peggiori delle incursioni arabe, se si eccettua l'incursione di Sayf al-Dawla nel 939/940. Nel 1057, il reggimento locale, comandato da Catacalo Cecaumeno, appoggiò la rivolta di Isacco I Comneno. Nel 1069, il thema fu occupato dal mercenario ribelle normanno Roberto Crispino. La regione fu conquistata dai Turchi Selgiuchidi immediatamente in seguito alla Battaglia di Manzikert nel 1071.
Nel De Thematibus, l'Imperatore Costantino VII Porfirogenito (r. 913–959) descrive il thema come un circuscrizione di piccole dimensioni, comprendente, oltre a Koloneia, Neocesarea ad est, Arabraca, Monte Phalakros (probabilmente da identificare con l'odierno Karaçam Dağı), Nicopolis e Tephrike. Comprendeva inoltre sedici fortezze il cui nome non viene menzionato. Porfirogenito narra anche che suo padre, Leone VI il Saggio (r. 886–912), separò la tourma di Kamacha dalla Koloneia per formare (insieme al Keltzene) il nuovo thema di Mesopotamia.